# Lavinia Miloșovici
Lavinia Miloșovici (n. 21 octombrie 1976, Lugoj, Republica Socialistă România, România) este o fostă gimnastă română, actualmente antrenoare de gimnastică. A absolvit Facultatea de Educație Fizică și Sport a Universității din Timișoara.
Lavinia Miloșovici, cunoscută ca „Milo” în lumea gimnasticii, este considerată cea mai valoroasă gimnastă română a anilor 1990, având în palmares 19 medalii mondiale și olimpice. Performanța cea mai notabilă este considerată finala de la sol la Jocurile Olimpice de la Barcelona (Spania) în 1992, pentru care a primit nota 10. Aceasta a fost a doua notă de 10 acordată la Barcelona, și ultima până în prezent.

## Biografie sportivă
În circuitul competițional internațional, Miloșovici s-a afirmat ca o gimnastă de un extraordinar succes, reușind să urce pe podium la fiecare Campionat Mondial și ediție a Jocurilor Olimpice între anii 1991 și 1996. Cu toate acestea, cariera ei pare a reproduce cariera Danielei Silivaș prin aceea că ea nu a reușit să câștige medalia de aur la individual compus în nici o competiție majoră. La Campionatul Mondial din 1993 a avut o ratare care a plasat-o pe locul secund apoi pe locul al treilea în 1994 și respectiv 1995. Un destin similar l-au urmat prietenele și colegele ei de echipă, Gina Gogean și Simona Amânar, toate trei pierzând titlurile mondial sau olimpic la individual compus câștigate în final de Shannon Miller, Lilia Podkopaieva respectiv Svetlana Horkina.
Deși a fost atât de aproape de cucerirea unei medalii de aur la individual compus, nu există nici o dispută cu privire la impactul pe care l-a avut asupra mai tinerelor colege de echipă. Sub îndrumarea ei, România a câștigat titlurile mondiale pe echipe la edițiile din 1994 și 1995. De asemenea, Miloșovici a condus echipa României la câștigarea medaliei de bronz la Jocurile Olimpice din 1996 (Atlanta, SUA), în ciuda numeroaselor accidentări neașteptate care au sărăcit echipa de unele dintre gimnastele de bază. În final, echipa a avut în componența sa doar șase gimnaste față de cele șapte la care avea dreptul. Echipa României a fost întotdeauna renumită pentru spiritul de echipă, iar Miloșovici a făcut parte din această tradiție. În competițiile pe echipe, întotdeauna a fost văzută îmbrățișându-și colegele, felicitându-le pentru execuțiile reușite și încurajându-le după ratări.
La Jocurile Olimpice din 1996 (Atlanta, SUA), Miloșovici a avut deosebita șansa de a-și îmbunătăți performanța anterioară, medalia de bronz câștigată la Barcelona. La fel, rivala ei Shannon Miller, încerca schimbarea medaliei de argint în medalie de aur. Deși Milo a fost trecută cu vederea pe parcursul întregii competiții, consistența execuțiilor i-au permis să câștige avantaj în detrimentul rivalelor sale și să devină prima gimnastă de la Nadia Comăneci care reușește să urce pe podiumul olimpic la două ediții consecutive ale Jocurilor Olimpice. De asemenea, colegele ei de echipă, Gina Gogean și Simona Amânar, au scris pagini de istorie, Gina câștigând argintul iar Simona bronzul la egalitate cu Miloșovici. Astfel, echipa României devine una dintre puținele echipe care reușește să aibă pe podium toate sportivele înscrise în concursul de la proba de individual compus.
Cea mai strălucitoare realizare din cariera ei de gimnastă este aceea de a fi câștigat un titlu mondial sau olimpic la fiecare aparat, performanță pe care nici una din aprigele ei rivale nu a reușit să o realizeze. Într-adevăr, Lavinia a fost prima gimnastă, de la Věra Čáslavská (din Cehoslovacia), care a obținut această performanță.

## După retragerea din activitatea competițională
După retragerea din activitatea competițională, Miloșovici s-a reîntors în Lugoj unde și-a început activitatea de antrenor. În 2002, Miloșovici și alte două foste colege de echipă, Corina Ungureanu și Claudia Presecan, au dezlănțuit un șir de controverse datorită pozelor nud publicate de revista japoneză LCC Gold (ISBN 4-87279-118-5) și a filmelor topless ce cuprind rutine specifice competițiilor de gimnastică (DVD-urile: Gold Bird and Euro Angels). DVD-urile s-au dovedit controversate datorită unor scene și material publicitar în care gimnastele apar purtând costumele oficiale ale echipei României. Mai târziu, a ieșit la iveală faptul că ele nu au fost conștiente de obligațiile contractuale, de a purta costumele oficiale, până înainte de începerea filmărilor. Din acest motiv, celor trei gimnaste le-a fost interzis să antreneze sau să arbitreze în România pe o perioadă de cinci ani, din 2002 până în 2007.
Lavinia Miloșovici este căsătorită cu Cosmin Vânatu, ofițer de poliție, și au avut împreună o fiică, Denisa Florentina. Fetița în vârstă de patru ani a Laviniei Miloșovici, a murit, duminică, 12 octombrie 2008 din cauza unei boli a sistemului nervos.

## Palmares
| An   | Competiție                                 | Echipe | I C | Săr | P I | Bâr | Sol |
| ---- | ------------------------------------------ | ------ | --- | --- | --- | --- | --- |
| 1991 | Campionatele Internaționale ale României   |        | 1   |     |     |     |     |
| 1991 | Campionatele Europene de Juniori           |        | 6   | 1   |     | 2   | 1   |
| 1991 | Campionatele Naționale                     |        | 1   | 1   |     |     | 2   |
| 1991 | Campionatele Mondiale                      | 3      | 7   | 1   |     | 3   | 4   |
| 1992 | Jocurile Olimpice (Barcelona, Spania)      | 2      | 3   | 1   | 4   | 8   | 1   |
| 1992 | Campionatele Naționale                     |        | 1   | 1   | 1   |     | 1   |
| 1992 | Campionatele Mondiale                      |        |     | 4   | 1   |     | 8   |
| 1993 | Campionatele Internaționale ale României   |        | 1   | 1   | 1   | 1   |     |
| 1993 | Campionatele Naționale                     |        | 1   | 1   | 3   | 1   | 1   |
| 1993 | Campionatele Mondiale                      |        | 8   | 2   | 5   | 1   | 5   |
| 1994 | Campionatele Europene                      | 1      | 6   | 1   | 7   | 3   | 2   |
| 1994 | Campionatele Mondiale (Brisbane)           |        | 2   | 3   | 6   | 5   | 2   |
| 1994 | Campionatele Mondiale pe echipe (Dortmund) | 1      |     |     |     |     |     |
| 1995 | Campionatele Naționale                     |        | 1   |     |     |     |     |
| 1995 | Campionatele Mondiale                      | 1      | 3   |     | 5   |     |     |
| 1996 | Campionatele Europene                      | 1      | 3   |     | 4   |     | 1   |
| 1996 | Jocurile Olimpice (Atlanta, SUA)           | 3      | 3   |     | 8   |     |     |

Legendă: Echipe = Echipe, I C = individual compus, Săr = sărituri, P I = paralele inegale, Bâr = bârnă, Sol = sol

## Diverse
- A fost antrenată de Octavian Belu la "centrul național" în Deva.
- Tatăl Laviniei, Tănase Miloșovici, a fost luptător de lot național.[5]
- La vârsta de 9 ani a făcut scarlatină; aproape că a abandonat gimnastica din cauza bolii.
- Lavinia Miloșovici este (până în prezent) ultima gimnastă care a primit nota 10 la o olimpiadă.
- Milo este singura gimnastă, cu excepția cehoaicei Věra Čáslavská, care a cucerit cel puțin un titlul mondial sau olimpic la absolut toate aparatele.